# Jakob Bräckle
Jakob Bräckle (* 10. Dezember 1897 in Winterreute, heute Ortsteil von Biberach an der Riß; † 29. Oktober 1987 in Biberach an der Riß) war ein deutscher Maler.

## Leben

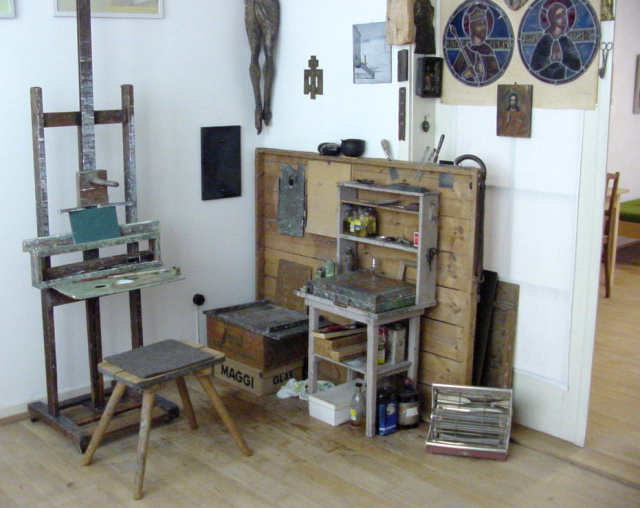
Bräckle-Atelier im Braith-Mali-Museum in Biberach an der Riß, Teilansicht

Bräckle wurde als fünftes von neun Kindern einer Bauersfamilie in Winterreute geboren und war wegen einer misslungenen Pockenschutzimpfung von Kind an gehbehindert. Nach dem Besuch der Gewerbeschule in Biberach ging er 1917 an die Kunstgewerbeschule in Stuttgart. Ab 1918 studierte er an der dortigen Akademie der Bildenden Künste unter anderem bei Christian Landenberger, Christian Speyer und Heinrich Altherr. Nach dem Studium kehrte er 1923 wieder nach Winterreute zurück.
1938 trat Bräckle nach eigenen Angaben aus Angst vor Verfolgung als Behinderter in die NSDAP ein. Seine Bilder bäuerlicher und traditioneller Lebensweise wurden in der NS-Zeit gut aufgenommen. Als sogenannter „Künstler der Scholle“ brachte er es regional zu breiter Beachtung und großen Ausstellungen. In den späten 1940er Jahren kam er durch den Architekten Hugo Häring mit Bildern von Kasimir Malewitsch in Kontakt, die in Biberach einlagerten. Danach versuchte Bräckle, der zuvor hauptsächlich kleinformatige dörfliche Szenen der näheren Umgebung gemalt hatte, in großen Formaten konkrete Malerei mit der Landschaftsdarstellung zu verbinden, einhergehend mit dem vollständigen Verschwinden des Menschen aus seinen Bildern. Dabei gelang ihm nach Ansicht von Günther Wirth durch zwei monochrome Farbflächen (Gelbes Feld, 1981) durch die Reduziertheit „ein Äußerstes an Einfachheit.“
Seit 1937 lebte er in bescheidenen Verhältnissen im Biberacher Wohngebiet Talfeld in seinem Haus, aus dem nach seinem Tode sein schlichtes Atelier in das Braith-Mali-Museum in Biberach originalgetreu übertragen wurde.
Seine Arbeit – als Weg in die Abstraktion – beschrieb Bräckle 1957 so: „Meine heutige Arbeit ist nur eine Weiterentwicklung, die mich zur letzten Einfachheit führen möge. (...) Wenn ich auch Natur gestalte, so ist doch mein Schaffen von äußerer Ähnlichkeit weit entfernt. Das Gegenstandslose hat für mich selbst bis heute nur dann einen Wert, wenn es schon in der Natur selbst liegt.“

## Mitgliedschaften und Ehrungen
- 1924 – Mitglied der Stuttgarter Sezession
- 1932–1936 – Mitglied des Deutschen Künstlerbundes
- 1938–1945 – Mitglied der NSDAP
- 1967 – Ehrenbürger der Stadt Biberach
- 1970 – Bundesverdienstkreuz 1. Klasse
- 1977 – Anerkennungspreis des Oberschwäbischen Kunstpreises gemeinsam mit Werner Höll und André Ficus
- 1977 – Ernennung zum Professor durch das Land Baden-Württemberg
- 1978 – Ehrenmitglied des Künstlerbundes Baden-Württemberg
- 1982 – Verdienstmedaille des Landes Baden-Württemberg
- 2009 – Eine Straße in Ummendorf (bei Biberach) wurde nach ihm benannt (Bräcklestraße)